# Amphimachairodus
Amphimachairodus je rod vyhynulých šavlozubých koček, který žil v  Eurasii, Severní Africe a Severní Americe v období pozdního miocénu. Bývá řazen do tribu Homotherini.

## Charakteristika rodu

### Taxonomie
Amphimachairodus má komplikovanou taxonomickou historii, která se prolínala s rodem Machairodus. Rozdíly mezi rody byly nejprve řešeny na úrovni druhů a později podrodů. Nakonec v roce 1984 navrhl španělský paleontolog J. Morales rozdělení na dva rody.

### Nálezy, popis
Dosud se nenašla žádná kompletní kostra amphimachairoda. Zásadním nálezem je lebka z Číny. Ta je sice částečně deformovaná, ale jinak velmi dobře zachovalá. Měří na délku 36 cm, což je na úrovni velkých jedinců tygra a lva. Kromě jiného se zásadně liší tím, že je velmi úzká. Další významné nálezy pocházejí ze Sibiře (obratle), Řecka a Španělska (končetiny). Výborně zachovalá lebka a přední končetiny byly objeveny v Bulharsku.
Podle dochovaných částí koster a lebek byla odhadnuta celková hmotnost zvířete v průměru na 201 kg, přičemž některé druhy mohly vážit i přes 350 kg. Stavbou těla připomínal lva, ale měl prodloužené nohy. Charakteristickým znakem byl dlouhý svalnatý krk, velké dopředu směřující řezáky, relativně malé dolní špičáky a čepeli podobné trháky. Mimořádně velké byly druhy Amphimachairodus kabir, A. giganteus a A. coloradensis, jejichž zástupci měřili v kohoutku až 1,3 metru. Pokročilejší druhy tohoto rodu měly kratší zadní končetiny než přední, čímž se podobali hyenám. Podobnou stavbu těla mělo i homotherium, jehož je Amphimachairodus možným předkem. U druhu A. giganteus se podařil prokázat výrazný sexuální dimorfismus, kdy samci byli ve většině případů podstatně větší než samice.

### Ekologie
Amphimachairodus obýval otevřenou zalesněnou krajinu a říční údolí. Svůj habitat sdílel s mnohými kopytníky, mastodonty a šelmami (hyeny, medvědi Agriotherium) včetně svých příbuzných šavlozubců jako byli Metailurus a Lokotunjailurus. Předpokládá se, že lovil velké savce včetně mastodontů.